# 123e division d'infanterie (Empire allemand)
Pour les articles homonymes, voir 123e division d'infanterie.
La 123e division d'infanterie est une unité de l'armée allemande créée en avril 1915 qui participe à la Première Guerre mondiale. Initialement stationnée dans la région de l'Aisne, la division est transférée en Artois et participe aux combats d'automne dans cette région. En 1916, la division est engagée dans la bataille de la Somme, puis à partir du mois d'août elle est transférée sur le front de l'est.
En novembre 1917, la division est transférée sur le front de l'Ouest. Elle occupe un secteur du front dans la région de Verdun jusqu'en juin 1918. À cette date, elle est déplacée en Champagne et combat autour de Reims. Après un mouvement de rocade, elle est stationnée dans le saillant de Saint-Mihiel et s'oppose à sa conquête par les troupes américaines. La division subit de lourdes pertes, puis placée en réserve de la Ve armée. Après la signature de l'armistice, la division est transférée en Allemagne et dissoute l'année suivante.

## Première Guerre mondiale

### Composition

#### 1915 - 1916
- 245e brigade d'infanterie

178e régiment d'infanterie (de)
182e régiment d'infanterie
106e régiment d'infanterie de réserve
- cavalerie

1er escadron du 18e régiment de hussards
5e escadron du 20e régiment de hussards (de)
- artillerie

245e régiment d'artillerie de campagne
246e régiment d'artillerie de campagne
- 245e compagnie de pionniers

#### 1917
- 245e brigade d'infanterie

178e régiment d'infanterie
351e régiment d'infanterie
106e régiment d'infanterie de réserve
- 4e et 5e escadron du 20e régiment de hussards
- 123e commandement d'artillerie divisionnaire

245e régiment d'artillerie de campagne
- 123e bataillon de pionniers

#### 1918
- 245e brigade d'infanterie

178e régiment d'infanterie
351e régiment d'infanterie
106e régiment d'infanterie de réserve
- 5e escadron du 20e régiment de hussards
- 123e commandement d'artillerie divisionnaire

245e régiment d'artillerie de campagne
137e bataillon d'artillerie à pied
- 123e bataillon de pionniers

### Historique
La division est créée en avril 1916 par le regroupement des 178e, 182e régiments d'infanterie et du 106e régiment de réserve, issus du 12e corps d'armée et du 12e corps de réserve.

#### 1915
- 2 - 13 avril : concentration et formation de la division.
- 13 avril - 18 mai : mouvement vers le front et occupation d'un secteur le long de l'Aisne.
- 18 mai - 15 juin : retrait du front, transport par V.F. dans la région de Lille, mise en réserve de l'OHL.
- 15 juin - 24 septembre : mouvement vers le front, occupation de secteurs de front dans la région d'Arras, puis en Artois.
- 25 septembre - 13 octobre : engagée dans la bataille de l'Artois dans le secteur de Souchez, elle participe à une contre-attaque allemande sur Loos-en-Gohelle le 8 octobre[1].
- 14 - 31 octobre : retrait du front, repos dans la région de Lille.
- 1er novembre 1915 - 15 mars 1916 : mouvement vers le front, organisation et occupation d'un secteur de front en Flandres, au sud du canal Ypres-Comines.

#### 1916
- 15 - 27 mars : retrait du front, repos dans la région de Bruges.
- 27 mars - 27 avril : combats dans le secteur de Vive-Saint-Éloi.
- 28 avril - 5 juillet : retrait du front, repos dans la région de Menin et de Courtrai.
- 5 - 22 juillet : mouvement vers la Somme, engagée dans la bataille de la Somme dans le secteur de Hardecourt-aux-Bois et de Maurepas, les pertes atteignent les 6 000 hommes[1].
- 23 juillet - 3 août : retrait du front, repos. À partir du 27 juillet, transport par V.F. vers le front de l'est.
- 4 août 1916 - 19 juillet 1917 : organisation et occupation d'un secteur du front vers Krewo, Smarhon, le lac Naratch et Tweretsch.

octobre 1916 : le 182e régiment d'infanterie est remplacé le 425e régiment d'infanterie.
mars 1917 : le 425e régiment d'infanterie est remplacé par le 351e régiment d'infanterie.

#### 1917
- 19 - 27 juillet : bataille défensive vers Smarhon et Krewo.
- 27 juillet - 8 novembre : mouvement de rocade, occupation d'un secteur du front vers Krewo, Smarhon, le lac Naratch et Tweretsch.
- 8 - 16 novembre : retrait du front, transport par V.F. sur le front de l'ouest par Varsovie, Łódź, Cottbus, Cassel, Francfort-sur-le-Main, Sarrebruck, Metz pour atteindre Bazoncourt et Piennes[1].
- 17 novembre 1917 - 30 mai 1918 : mouvement vers le front, occupation d'un secteur au sud-est de Damloup dans la région de Verdun. Puis mouvement de rocade et occupation d'un secteur vers Bezonvaux.

#### 1918
- 1er - 18 juin : relevée par la 7e division de réserve[2], repos.
- 19 juin - 20 juillet : relève de la 232e division d'infanterie (de) et occupation d'un secteur au nord de Bligny[2]. Engagée à partir du 15 juillet dans la bataille de Champagne avec des pertes importantes.
- 20 juillet - 8 août : retrait du front, mouvement par Trigny, Bourgogne, Houdilcourt puis transport par V.F. pour atteindre Asfeld et Sery, repos[2]. À partir du 27 juillet, mouvement vers Novion-Porcien et transport par V.F. vers Montmédy et Grand-Failly, repos.
- 8 août - 3 septembre : mouvement vers le front, relève de la 6e division d'infanterie bavaroise dans le secteur de Samogneux[2].
- 3 - 12 septembre : retrait du front, repos dans la région de Saint-Mihiel.
- 12 septembre - 8 octobre : mouvement vers Thiaucourt-Regniéville, engagée dans la bataille de Saint-Mihiel pour contrer la progression des troupes américaines.
- 9 - 25 octobre : mouvement de rocade, transport par camions vers Fontaine-en-Dormois. Combats et actions locales dans la région de Cunel. La division déplore la perte d'environ 2 200 hommes durant cette période.
- 26 octobre - 11 novembre : retrait du front, mise en réserve de la 5e armée allemande[2]. Après la signature de l'armistice, la division est transférée en Allemagne et dissoute durant l'année 1919.

## Chefs de corps
| Grade                        | Nom              | Date                         |
| ---------------------------- | ---------------- | ---------------------------- |
| Generalmajor/Generalleutnant | Karl Lucius      | 20 mars 1915 - 6 août 1918   |
| Generalmajor                 | Otto von Ompteda | 7 août 1918 - 4 janvier 1919 |